# Zahra Khanom Tadj es-Saltaneh
Zahra Khanom Tadj es-Saltaneh, تاج‌السلطنه, född 14 februari 1883, död 25 januari 1936, var en iransk prinsessa, feminist och memoarskrivare.

## Biografi
Zahra Khanom Tadj es-Saltaneh var dotter till shahen Nassredin Shah och Turan es-Saltaneh. Hon uppfostrades i det kungliga haremet av afrikanska slavar. Hon förlovades vid åtta och blev bortgift vid tretton års ålder med aristokraten Sardar Hassan Shojah Saltaneh i ett arrangerat äktenskap. Hon uppgav själv att hon såg äktenskapet som ett sätt att slippa ut ur haremet. Hon fick fyra barn, och tog sedan ut skilsmässa efter makens äktenskapsbrott. Hon levde sedan med sina barn och barnbarn.
Taj Saltaneh blev känd för sina feministiska åsikter och blev en pionjär på en lång rad områden. Hon blev den första kvinna ur kungafamiljen att ta ut skilsmässa, den första att skriva sina memoarer och den första att ta av sig slöjan och klä sig i västerländska kläder. Hon var verksam som författare och målare, talade arabiska och franska samt spelade violin. Hon höll litterär salong och kritiserade sin bror, monarken Muzaffar al-din Shah Qajar, och enväldet. 
Zahra Khanom Tadj es-Saltaneh lade skulden för många av landets problem, inklusive fattigdomen och bristen på jämställdhet, på enväldet. Hon kritiserade arrangerade äktenskap och ansåg bärandet av slöjor som skadligt. Hon var länge en ensam och isolerad röst, men kring sekelskiftet uppstod en allt intensivare reformrörelse i Iran. Hon gav sitt stöd till den konstitutionella revolutionen 1906 och grundade 1907 landets första (underjordiska) kvinnoförening, Anjoman Horriyyat Nsevan, och deltog i deras möten i hemlighet genom att påstå att hon skulle delta i religionsutövning. Slutligen deltog hon i den första kvinnomarschen till parlamentet.
Zahra Khanom Tadj es-Saltanehs memoarer publicerades 1996. 